# Marsypophora dissimilipennis
Marsypophora dissimilipennis är en fjärilsart som beskrevs av Paul Dognin 1892. Marsypophora dissimilipennis ingår i släktet Marsypophora och familjen björnspinnare. Inga underarter finns listade i Catalogue of Life.